# تعيين مصدر المعطيات
تعيين مصدر جملة المعطيات المرسلة هو البحث عن عنوان الإنترنت الذي أرسلت منه نظرا إلى أن جمل المعطيات لا تتضمن ما يعرف به العنوان الأصل.